# Embalse de San Antonio
El embalse de Sant Antoni, San Antonio, o de Talarn —la población más cercana a la presa— se encuentra en el río Noguera Pallaresa. La presa está situada en el estrecho de Susterris, en el municipio de Talarn, y el pantano se extiende a lo largo de 11 km por los términos de Puebla de Segur, Salás del Pallars, Conca de Dalt, Talarn e Isona y Conca Dellá, en la comarca del Pallars Jussá.
La presa se construyó en un lugar denominado Susterris, donde se estrechaba el valle del Noguera Pallaresa, anegando la iglesia de San Antonio de Susterris y buena parte de la denominada encomienda de Susterris, y se extiende hacia el norte hasta Puebla de Segur y El Pont de Claverol, cabeza del municipio de Conca de Dalt.
La construcción se inició el año 1913 por la empresa canadiense Barcelona Traction, Light and Power Company Limited, La Canadiense.

## Funciones
La regulación de caudal de la presa del embalse de Sant Antoni tiene dos funciones:
- Producción de energía hidroeléctrica. Suministra agua a la central hidroeléctrica de Talarn, instalada al pie de la presa y a través del canal de Gavet, a la central hidroeléctrica de Reculada, en el término municipal de Gavet de la Conca.

- Regulación del caudal para el regadío, a través de dos acequias situadas a los lados del embalse y sus usos recreativos y turísticos (con varias zonas de baño,[2] navegación y pesca).

## Características
La presa es de tipo gravedad con planta curva, con radio de curvatura de 300 m. El comportamiento de las compuertas es automático. Se accionan cuando el agua alcanza cierto nivel, mediante un sistema de contrapesos que se acciona cuando el agua alcanza la cota 500.95 m.
La presa y el embalse se encuentran sobre un sustrato rocoso de margas, calizas y areniscas, y a lo largo del embalse se encuentran suelos cuaternarios formados por terrazas, derrubios y aluviones del propio río.
A los pies de la presa se encuentra la Central FECSA-Nerets o Central Hidroeléctrica de Talarn (30 MW), desde la que sale el canal de Gavet, de 7 km, que tiene una doble utilización: para alimentar las turbinas de la Central Hidroeléctrica de Reculada (23 MW), y para regadío. Desemboca en el Noguera Pallaresa poco antes del embalse de Terradets.
El embalse de Talarn es el primer gran embalse construido en España con fines hidroeléctricos, aunque también se usa para regular el caudal del río que abastece el embalse de Terradets. De su caudal de salida, se reservan 2.500 l/s de agua para regadío y 10 l/s para el abastecimiento de agua a Tremp.
Justo antes el embalse, se une al río Noguera Pallaresa, su afluente más importante, el río Flamisell.